# Máfia da merenda
A Máfia da merenda foi um esquema de corrupção brasileira que consistia na fraude de licitações e superfaturamento de merenda escolar da rede pública de ensino em várias cidades do interior paulista. A Máfia da Merenda foi revelada pelo Ministério Público em janeiro de 2016.

## Funcionamento
Segundo documento anexado aos autos da Operação Alba Branca, a máfia se configurava da seguinte maneira:
- Três cooperativas de agricultura familiar formaram um cartel para definir vencedores em licitações de merenda escolar em até 152 municípios: a COAF (Cooperativa Orgânica Agrícola Familiar), a Coagrosol (Cooperativa dos Agropecuaristas Solidários de Itápolis) e a Cocer (Cooperativa de Citricultores de Engenheiro Coelho). À época, as cooperativas tinham contratos com 152 dos 645 municípios paulistas para fornecer itens da merenda. Esses municípios eram responsáveis por R$ 209,8 milhões (48%) do total para gastos com merenda de agricultura familiar, R$ 435 milhões. Para montar a fraude, a cooperativa teria se aproveitado da Lei Federal 11.974/09, que autoriza, por meio de licitação, um repasse de 30% do dinheiro da merenda para produtores familiares.[4]

- Duas empresas de fachada: a Associação Agrícola Orgânica de Bebedouro (AAOB) e a Horta Mundo Natural foram usadas para simular disputas com a Cooperativa Orgânica Agrícola Familiar (COAF), que firmava contratos das prefeituras, ambas as empresas têm o endereço em um spa; o gerente do spa, Deceir Aparecido Valseirio, disse que uma parte da área do empreendimento, que ocupa terreno de 106 mil metros quadrados, foi usada por Cássio Chebabi para a produção de legumes e verduras mas que a horta parou de produzir há muito tempo.[5]

- A COAF começou adquirindo a produção de 60 pequenos produtores familiares, como manda a lei, mas a prática durou pouco porque não havia logística para levar a produção de cada pequeno agricultor, então era comprado onde havia o produto, inclusive no Ceasa. Para simular a compra da agricultura familiar, a Declaração de Aptidão ao Pronaf (DAP) - registro que comprova que o produtor é de fato familiar - emitida por órgãos do Ministério e da Secretaria de Agricultura era adulterada. "Na essência, todos os contratos (da COAF com prefeituras) eram irregulares pelo uso indevido do DAP", admite Silva.[5] A cooperativa COAF passou a comprar a laranja em centros de distribuição e forjou documentos que diziam que a fruta vinha de pequenos produtores - por lei federal, 30% da merenda deve vir da agricultura familiar.[6]

- Prefeitos e secretários de Educação eram procurados em épocas de campanhas eleitorais com propostas de financiamento em troca da terceirização da merenda escolar. Após a terceirização, o grupo, que teria constituído um cartel, estipulava previamente valores de lance e onde cada um deles seria vencedor.[7][1]

- Para garantir que outras empresas do ramo não vencessem as licitações, os editais eram elaborados com a inclusão de cláusulas restritivas que as beneficiavam e direcionavam o certame, os redatores dos editais recebiam subornos.[7]

- Cássio Chebabi, ex-presidente da Coaf, relatou em delação premiada que o esquema só era possível por meio de um núcleo de lobistas, que se encarregava de fechar os contratos. Os lobistas seriam Marcel Ferreira Júlio, filho do ex-deputado Leonel Júnior (PSDB), e o vendedor da Coaf, César Bertholino. Ambos prometiam um lucro de 5% a 25% no valor total dos contratos.[4]

### Superfaturamento
Em dezembro de 2016 uma auditoria feita pelo Tribunal de Contas do Estado de São Paulo nos contratos da Cooperativa Orgânica Agrícola Familiar (COAF) com o governo Geraldo Alckmin (PSDB) e 22 prefeituras paulistas para fornecimento de insumos, concluiu que a Secretaria Estadual da Educação pagou em 2015 pelo litro do suco de laranja, um valor 144% maior do que o praticado no mercado e que as compras foram “danosas” aos cofres do Estado. Segundo o documento, o governo paulista pagou 6,10 reais por embalagem de 1 litro de suco da Coaf, enquanto o preço médio desse produto pesquisado pelo setor de fiscalização do TCE é de 2,50 reais; 98% dos 13,7 milhões de reais pagos à Coaf pelo governo Alckmin e por 22 prefeituras no ano passado foram recursos federais transferidos por meio do Programa Nacional de Alimentação Escolar (PNAE). 
Ao longo da investigação, segundo o MP, foi comprovada a formação de cartel entre os dirigentes das cooperativas de agricultura familiar COAF e COAGROSOL que, após fatiarem o Estado de São Paulo em zonas de atuação de cada uma delas, forjaram falsa concorrência nas chamadas públicas, o que garantiu o superfaturamento dos preços de aquisição dos produtos, notadamente milhões de embalagens individuais tetra pak de suco de laranja pasteurizado, que eram adquiridos de grandes indústrias.

### Desfalque
Segundo o Ministério Público, a COAF assinou ao menos R$ 7 milhões em contratos com 21 prefeituras, além do governo estadual, somente entre 2014 e 2015, para o fornecimento de alimentos e suco para a merenda. Ainda de acordo com a Promotoria, parte desse valor era usada no pagamento de intermediários e agentes públicos que atuavam para facilitar ou fraudar as licitações para beneficiar a cooperativa. O caso veio à tona em janeiro deste ano.

## Investigação
A investigação que desencadeou a Operação "Alba Branca" começou após um ex-funcionário da COAF procurar o 1º Distrito Policial de Bebedouro para denunciar o suposto esquema, em que suspeitos teriam oferecido propina a funcionários públicos para fraudar licitações de merenda escolar e beneficiar a cooperativa.; a partir daí, investigadores conseguiram apreender, em 9 de dezembro de 2015, R$ 95 mil transportados por um dos suspeitos e supostamente destinados ao pagamento de propina a um agente público.
Cássio Chebabi, e o diretor da Coaf, Carlos Luciano Lopes. Segundo o delegado seccional de Bebedouro, José Eduardo Vasconcelos, os dois suspeitos colaboraram com as investigações.

### Pessoas-chave
- Cássio Izique Chebabi, então presidente da Cooperativa Orgânica Agrícola Familiar (COAF), foi acusado de burlar editais de fornecimento entre 2013 e 2014 em Bebedouro, durante o governo de Geraldo Alckmin. Chebabi é considerado chefe da "máfia da merenda".[12]  Depois de ser preso, o ex-presidente da Coaf, Cássio Chebabi, fez um acordo de delação premiada com a Justiça e confirmou o pagamento de propina a políticos e funcionários de diversas prefeituras e também do governo do estado; Chebabi cooperou com as investigações e prestou depoimentos por delação premiada.[13]
- Carlos Luciano Lopes, vendedor da cooperativa COAF, prestou depoimento à Polícia Civil e ao Ministério Público Estadual e disse que Fernando Capez recebia parte de comissão entregue ao lobista Marcel Ferreira Júlio por contratos supostamente superfaturados com prefeituras na venda de produtos agrícolas e suco de laranja; segundo ele, Capez era tratado como ‘nosso amigo’ pelos integrantes do grupo sob suspeita. Carlos teve uma foto divulgada na imprensa onde aparece com maços de dinheiro de suborno do esquema.[14][15]
- Carlos Alberto Santana,  presidente em 2016, ingressou na Cooperativa Orgânica Agrícola Familiar (COAF) em 2012 e mais tarde, em 2013, assumiu a vice-presidência, narrou que os desfalques da empresa que podem chegar a R$ 13 milhões motivou o afastamento de Chebabi.Ele contou que desde então percebeu que a cooperativa trabalha de forma irregular e tomou conhecimento do esquema de corrupção. Santana contou detalhadamente os desvios milionários de recursos da entidade realizados por Chebabi.[16]
- Adriano Gilbertoni Mauro, vendedor da COAF, contou que Chebabi estava praticando desfalques na entidade e encaminhando dinheiro da cooperativa para contas pessoais, além utilizar para compras de fazendas em Tocantins. Segundo Mauro, o ex-presidente foi afastado da presidência e depois foi feito um acordo para que Chebabi deixasse de vez o cargo.[16]
- Marcel Ferreira Júlio, era o lobista e apontado como operador dos subornos. Após fechar delação premiada, Marcel foi solto; o lobista citou o valor de R$ 490 mil que teria sido repartido com aliados de Capez - Merival dos Santos e Jeter Rodrigues.[17][18]
- Leonel Julio, ex-deputado que presidiu a Assembleia Legislativa de SP e foi cassado em 1976,facilitou os contatos políticos de seu filho.[6]
- Fernando Capez (PSDB), então presidente da Assembleia Legislativa, pediu dinheiro para agilizar um contrato de venda de suco de laranja para escolas estaduais, segundo depoimento do lobista Marcel Júlio, Marcel declarou que teria que ser paga comissão de 10% para Capez.[13] Em depoimento, Chebabi declarou que o primeiro pagamento foi de pouco mais de R$ 100 mil e também cita pagamento de propina de 10% em outro contrato no valor de R$ 13 milhões, os pagamentos seriam para que a assessoria de Fernando Capez pudesse ajudar a cooperativa abrindo as portas de outras prefeituras, a Coaf emprestou um carro para ser utilizado durante a campanha eleitoral de 2014.[13]
- Duarte Nogueira Júnior, então deputado federal e posteriormente secretário estadual de logística e transportes, Duarte havia sido secretário da Agricultura do governo estadual e segundo o lobista teria que receber 10% de comissão do esquema corrupto.[13] O nome de Capez foi mencionado em interceptações telefônicas.[19]

### Pessoas citadas
- Baleia Rossi, em depoimento ao Ministério Público, o presidente interino da cooperativa afirmou ter ouvido de Chebabi, que foi filiado até 2015 ao PMDB, e de vendedores da cooperativa, "que em relação às vendas para as prefeituras de Campinas e Ribeirão Preto, valores eram repassados ao deputado Baleia Rossi".[5][6] Rossi foi mencionado em interceptações telefonicas feita na cooperativa,  Os grampeados mencionam, inclusive, entrega de dinheiro em seu escritório político, em Ribeirão Preto.[19] O inquérito de Rossi foi arquivado por Gilmar Mendes a pedido da pedido da Procuradoria-Geral da República.[20]
- Luiz Carlos Gondim Teixeira (PMDB), então deputado. O nome de Gondim foi mencionado em interceptações telefônicas.[19]
- Nelson Marquezelli (PTB), então deputado estadual. A Operação Alba Branca apontou a distribuidora de bebidas do então deputado federal, em Pirassununga, interior de São Paulo, como um dos endereços de suposta entrega de propinas da quadrilha da merenda escolar.[21] O nome de Marquezelli foi mencionado em interceptações telefônicas.[19] O inquérito de Marquezelli foi arquivado por Gilmar Mendes a pedido da pedido da Procuradoria-Geral da República.[20]
- Fernando Cury (PPS, atualmente União Brasil), foi citado em documento da Polícia Civil como aliado do lobista Marcel Ferreira Júlio; o relatório policial afirma que Marcel e César estiveram na Secretaria da Agricultura do Estado, acompanhados do deputado do PPS. “Quando César e Marcel foram na Secretaria da Agricultura, o deputado Fernando Cury estava junto.”[22]
- Herman Voorwald, ex-secretário estadual da Educação, segundo depoimento de Chebabi, recebeu R$ 100 mil reais para não contratar a Coaf e manter negócio com uma antiga fornecedora da pasta.[23]
- Luiz Roberto dos Santos, conhecido como "Moita", então chefe de gabinete da Casa Civil do Estado de São Paulo, atuava como "negociador" no esquema, Santos disse que atuou na Casa Civil apenas para "encaminhar as coisas", as investigações da Polícia Civil e do Ministério Público mostraram "Moita" dando orientações para um contrato de venda de sucos de laranja da COAF com o governo.[10]
- Sebastião Misiara, então  presidente da União dos Vereadores do Estado de São Paulo (Uvesp), seria uma espécie de “intermediador” da Coaf, abrindo espaço para a cooperativa em prefeituras e no Estado.
- Fernando Padula Novaes, então chefe de gabinete da Secretaria de Educação do Estado, foi denunciado por corrução passiva em 2018.[24] O nome de Padula surgiu em interceptações telefônicas no celular do ex-chefe de gabinete da Casa Civil do estado, Luiz Roberto dos Santos, conhecido como "Moita", em conversas com lobista e interlocutores da COAF sobre contratos da organização com o governo, Moita disse que conversou com Padula a respeito dos documentos. Nos diálogos, Moita contou que Padula pensa como ele sobre mudar valores pagos pelo suco de laranja.[25]

## "Operação Alba Branca"
A partir de janeiro de 2015, a Operação Alba Branca investigou o pagamento de propinas, fraudes de licitações e superfaturamentos de produtos agrícolas usados nas merendas da rede estadual, a operação foi deflagrada quando o lobista e peça-chave do esquema, Marcel Ferreira Julio, teve a sua prisão decretada.
A Operação Alba Branca, deflagrada no início de 2016, apurou fraudes em municípios do interior do Estado de São Paulo e na Secretaria Estadual da Educação, sendo alguns na região de Ribeirão Preto, as fraudes eram para beneficiar a Cooperativa Orgânica Agrícola Familiar, cuja sede fica em Bebedouro, a operação foi realizada em Bebedouro e outros 16 municípios paulistas que compravam itens da merenda escolar da Coaf: Colômbia, Santa Rosa de Viterbo, Paraíso, Novais, Bauru, Americana, Sumaré, Campinas, São Carlos, Mairinque, São Bernardo do Campo, Cotia, Mogi das Cruzes, Barueri, Caieiras e Santos.
Na 2a. fase da operação, o Gaeco conclui que os crimes envolviam 20 municípios: Americana, Araras, Assis, Bauru, Caieiras, Campinas, Colômbia, Cotia, Mairinque, Mairiporã, Mogi das Cruzes, Novaes, Paraíso, Paulínia, (São Paulo)|, Ribeirão Pires, São Bernardo do Campo, Santa Rosa de Viterbo, Santos e Valinhos. 

## "Operação Prato Feito"
A "Operação Prato Feito" foi deflagrada para desarticular uma suposta máfia da merenda que envolveria esquema fraudulento com políticos e lobistas em 30 municípios do Estado de São Paulo, envolvendo 65 contratos com prefeituras que somam R$ 1,6 bilhão.
Pelo menos 85 pessoas estão envolvidas nos esquemas alvos dos federais, são 13 prefeitos, 4 ex-prefeitos, 1 vereador, 27 agentes públicos não eleitos e outras 40 pessoas do setor privado, de acordo com os investigadores.
Os municípios com contratos suspeitos de fraudes eram Cubatão, Itaquaquecetuba, Jaguariúna, Leme, Mairinque, Monte Mor, Peruíbe, São Bernardo do Campo, São Paulo, São Sebastião, Tietê, Votorantim, Barueri, Pirassununga, Holambra, Laranjal Paulista, Cosmópolis, Barueri, Caconde, Embu das Artes, Hortolândia, Mauá, Mogi Guaçu, Mongaguá, Paulínia, Registro, Araçatuba e Araras.
Os municípios onde houve cumprimento de mandados de busca e apreensão na Operação Prato Feito eram Salvador, Brasília, Curitiba, Águas de Lindóia, Sorocaba, Várzea Paulista, Jundiaí, Mogi Mirim, Santo André, Monte Alto, Guarulhos, Cajati, São Roque, Santo Antonio da Posse, Santos, Peruíbe, Socorro, Francisco Morato, Jaguariúna e Boituva.
A operação também descobriu que as mesmas empresas descobertas no esquema da Máfia da merenda do início dos anos 2000 criaram novas empresas para manter as fraudes.
As empresas Geraldo J. Coan e o Grupo Bueno, alvos de ação na Justiça pelo Ministério Público Estadual em São Paulo, são acusadas, ao lado de outras concorrentes, de formar um cartel para fraudar licitações e ambas, segundo a investigação, passaram a administrar uma nova empresa: a "ERJ Administração" e "Restaurantes de Empresas" -- que passou a repetir o mesmo expediente. Desde outubro de 2014, só o grupo Bueno tem relação com a ERJ, diz a PF.

## CPI da merenda
A CPI da merenda foi protocolado em maio de 2016 e foi encerrada em dezembro do mesmo ano, a instauração da CPI foi considerada uma vitória dos estudantes que ocuparam a Alesp exigindo a instauração de uma CPI.
Mesmo com direito à livre participação, os estudantes foram impedidos de acompanhar a sessão pública, dos 20 estudantes que estavam na Alesp, apenas 17 tiveram acesso pleno à sessão. A reportagem da UBES também foi impedida de ter acesso ao plenário antes do segundo ato de repressão dos policiais que levou a suspensão temporária da sessão a pedido dos parlamentares.